# تيار المحافظين الجدد
تيار المحافظون الجدد هو حركة سياسية وُلدت في الولايات المتحدة خلال ستينيات القرن العشرين بين الصقور الليبراليين الذين تحرروا من وهم السياسة الخارجية السلامية المتزايدة للحزب الديمقراطي، واليسار الجديد المتنامي، والثقافة المضادة، وخاصة احتجاجات فيتنام. بدأ البعض يشككون في معتقداتهم الليبرالية المتعلقة بالسياسات المحلية مثل برنامج المجتمع العظيم.
يدعو المحافظون الجدد عادة إلى تعزيز الديمقراطية والتدخل في الشؤون الدولية، بما في ذلك إحلال السلام باستخدام القوة (عن طريق اللجوء للقوة العسكرية)، وهم معروفون بتبنيهم ازدراء الشيوعية والراديكالية السياسية. أصبح العديد من أتباعه مشهورين سياسيًا في أثناء الإدارات الرئاسية للجمهوريين في سبعينيات القرن العشرين، وثمانينياته، وتسعينياته، والعقد الأول من القرن الحادي والعشرين، بعد أن بلغ المحافظون الجدد ذروتهم في أثناء إدارة الرئيس جورج دبليو بوش، حين لعبوا دورًا رئيسيًا في التشجيع لغزو العراق والتخطيط له في عام 2003. كان من بين المحافظين الجدد البارزين في إدارة جورج دبليو بوش بول وولفويتز، وإليوت أبرامز، وريتشارد بيرل، وبول بريمر. رغم عدم اعتباره من المحافظين الجدد، استمع كبار المسؤولين نائب الرئيس ديك تشيني ووزير الدفاع دونالد رامسفيلد بانتباه شديد إلى مستشارين من المحافظين الجدد في ما يتعلق بالسياسة الخارجية، وخاصة الدفاع عن إسرائيل وتعزيز النفوذ الأمريكي في الشرق الأوسط.
يشير مصطلح «المحافظون الجدد» تاريخيًا إلى هؤلاء الذين قاموا برحلة أيديولوجية من اليسار المناهض لستالين إلى معسكر المحافظين الأمريكيين في أثناء ستينيات القرن العشرين وسبعينياته. كانت للحركة جذورها الفكرية في مجلة كومينتاري، التي حررها نورمان بودهوريتز. تحدث المحافظون الجدد ضد اليسار الجديد، وبهذه الطريقة ساعدوا في تحديد هوية الحركة.

## الاصطلاح
شاع مصطلح «المحافظون الجدد» في الولايات المتحدة خلال عام 1973 على يد الزعيم الاشتراكي مايكل هارينغتون، الذي استخدم المصطلح لتعريف دانييل بيل، ودانيال باتريك موينيهان، وإرفنج كرستول، الذين اختلفت أيديولوجياتهم عن أيديولوجيات هارينغتون.
استخدم إرفنج كرستول صفة «المحافظون الجدد» في مقاله لعام 1979 بعنوان «اعترافات المحافظين الجدد الحقيقيين». كانت أفكاره مؤثرة منذ خمسينيات القرن العشرين، حين شارك في تأسيس مجلة إنكاونتر وتحريرها.
كان نورمان بودهوريتز من بين المصادر الأخرى، وهو محرر مجلة كومينتاري في الفترة بين عامي 1960 و1995. بحلول عام 1982، كان بودهوريتز يصف نفسه بأنه محافظ جديد في مقال في ذا نيويورك تايمز ماغازين بعنوان «كرب المحافظين الجدد بشأن سياسة ريغان الخارجية».
خلال أواخر سبعينيات القرن العشرين وأوائل ثمانينياته، اعتبر المحافظون الجدد أن الليبرالية فشلت و«لم تعد تعرف ما تتحدث عنه»، على حد قول إي. جاي. ديون.
يؤكد سيمور مارتن ليبست أن مصطلح «المحافظون الجدد» كان يستخدمه في الأصل الاشتراكيون لانتقاد سياسات الديمقراطيين الاجتماعيين، الولايات المتحدة الأمريكية (إس دي يو إس إيه). يزعم جونا غولدبرغ أن هذا المصطلح هو انتقاد أيديولوجي ضد أنصار الليبرالية الأمريكية الحديثة الذين أصبحوا أكثر محافظة بعض الشيء (كثيرًا ما يُوصف ليبست وغولدبرغ بأنهما من المحافظين الجدد). في دراسة مطولة لدار نشر جامعة هارفارد، كتب المؤرخ جاستن فايس أن ليبست وغولدبرغ على خطأ، إذ استخدم الاشتراكي مايكل هارينغتون مصطلح «المحافظون الجدد» لوصف ثلاثة رجال –كما ذُكر أعلاه– لم يكونوا في «إس دي يو إس إيه»، وأن تيار المحافظين الجدد هو حركة سياسية محددة.
كان مصطلح «المحافظون الجدد» موضوع تغطية إعلامية متزايدة في أثناء رئاسة جورج دبليو بوش، مع التشديد بشكل خاص على التأثير المتصور من المحافظين الجدد في السياسة الخارجية الأمريكية، باعتبارها جزءًا من عقيدة بوش.

## التاريخ

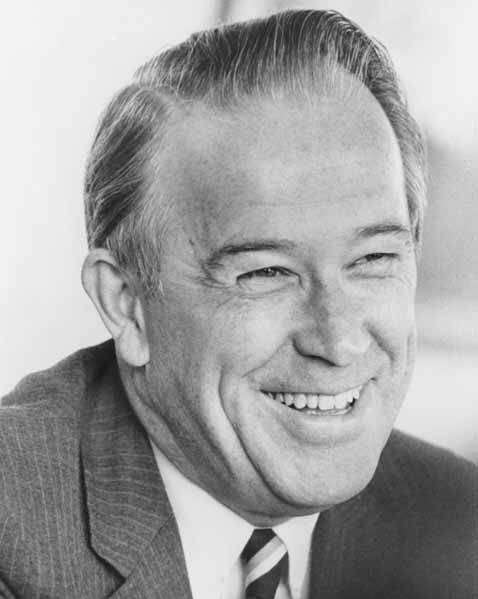
شكل عضو مجلس الشيوخ الأمريكي هنري جاكسون مصدر إلهام للسياسة الخارجية ذات النزعة المحافظة الجديدة خلال سبعينيات القرن المنصرم

خلال خمسينيات القرن العشرين وأوائل ستينياته، أيد المحافظون الجدد المستقبليون حركة الحقوق المدنية، والاندماج العرقي، ومارتن لوثر كينغ الابن. في الفترة بين الخمسينيات والستينيات، كان هناك تأييد عام بين الليبراليين للعمل العسكري لمنع انتصار الشيوعيين في فيتنام.
نشأت النزعة المحافظة الجديدة بنبذ الحرب الباردة و«السياسة الجديدة» لليسار الجديد في الولايات المتحدة، الذي قال نورمان بودهوريتس إنه شديد القرب من الثقافة المضادة وبعيد جدًا عن أغلبية السكان؛ والقوة السوداء، التي اتهمت الليبراليين البيض ويهود الشمال بالنفاق بشأن الإدماج ودعم الاستعمار الاستيطاني المتصور في الصراع الإسرائيلي الفلسطيني؛ و«مناهضة معاداة الشيوعية»، التي شملت في أواخر ستينيات القرن العشرين تأييدًا كبيرًا للسياسة الماركسية اللينينية. أثار انزعاجَ كثيرين بشكل خاص ما اعتبروه مشاعر معادية للسامية من دعاة القوة السوداء. حرر إرفنج كرستول صحيفة ذا بابليك إنترست (1965-2005)، التي شارك فيها خبراء اقتصاد وعلماء سياسة، والتي شددت على الطرق التي أدى بها التخطيط الحكومي في الدولة الليبرالية إلى عواقب ضارة غير مقصودة. خاب أمل العديد من الشخصيات السياسية من المحافظين الجدد بالساسة والمثقفين الديمقراطيين، مثل دانيال باتريك موينيهان، الذي خدم في إدارتَي الرئيسين نيكسون وفورد، وجين كيركباتريك، التي عملت سفيرةً للولايات المتحدة لدى الأمم المتحدة في إدارة ريغان.
كان عدد كبير من المحافظين الجدد اشتراكيين معتدلين في الأصل مرتبطين بجناح اليمين في الحزب الاشتراكي الأمريكي وخليفته، الديمقراطيون الاجتماعيون، الولايات المتحدة الأمريكية (إس دي يو إس إيه). كان ماكس شاتشتمان، صاحب النظريات التروتسكي السابق الذي اكتسب كراهية قوية تجاه اليسار الجديد، يحمل العديد من المحبين ضمن «إس دي يو إس إيه» الذين تربطهم علاقات قوية بالجيش الأمريكي السابق التابع لجورج مياني. بعد شاتشتمان ومياني، قاد هذا الفصيل حزب ولاية شان إلى معارضة الانسحاب الفوري من حرب فيتنام، ومعارضة جورج ماكغفرن في السباق الديمقراطي الأولي، وإلى حد ما في الانتخابات العامة. اختاروا وقف بناء حزبهم والتركيز على العمل داخل الحزب الديمقراطي، والسيطرة عليه في النهاية من خلال مجلس القيادة الديمقراطية. وهكذا انحل الحزب الاشتراكي في عام 1972، وبرز «إس دي يو إس إيه» في ذلك العام. (تخلى أغلب جناح الحزب اليساري بقيادة مايكل هارينغتون عن «إس دي يو إس إيه» على الفور). يشمل قادة «إس دي يو إس إيه» المرتبطين بتيار المحافظين الجدد كارل غيرشمان، وبن كيمبل، وجوشوا مورافيتشيك، وبايرد رستن.
أصبحت مجلة كومينتاري التابعة لنورمان بودهوريتز، التي كانت في الأصل مجلة ليبرالية، من أهم المنشورات التي يصدرها المحافظون الجدد خلال سبعينيات القرن العشرين. نشرت كومينتاري مقالًا لجين كيرباتريك، وهي من أوائل المحافظين الجدد النموذجيين، وإن لم تكن من أهل نيويورك.

### رفض اليسار الأمريكي الجديد وسياسات ماكغفرن الجديدة
مع تسبب سياسات اليسار الجديد في جعل الديمقراطيين يساريين على نحو متزايد، خاب أمل هؤلاء المفكرين ببرنامج المجتمع العظيم الذي أسسه الرئيس ليندون بي جونسون. أعرب بن واتنبرغ في كتابه المؤثر لعام 1970 الأغلبية الحقيقية، الذي حقق أفضل مبيعات، عن أن «الأغلبية الحقيقية» للناخبين تؤيد التدخل الاقتصادي، ولكنها تؤيد أيضًا النزعة المحافظة الاجتماعية؛ وحذر الديمقراطيين من أن تبني مواقف ليبرالية بشأن بعض القضايا الاجتماعية وقضايا الجريمة قد يكون كارثيًا.
رفض المحافظون الجدد اليسار الجديد الثقافي المضاد وما اعتبروه معاداة لأمريكا في عدم التدخل للحركة النشطة ضد حرب فيتنام. بعد أن استولى الفصيل المناهض للحرب على الحزب في عام 1972 ورشح جورج ماكغفرن، بادر الديمقراطيون من بينهم إلى تأييد عضو مجلس الشيوخ هنري «سكوب» جاكسون بدلًا من خسارته الحملتين الرئاسيتين في عامي 1972 و1976. من بين أولئك الذين عملوا لدى جاكسون المحافظون الجدد بول وولفويتز، ودوغ فايث، وريتشارد بيرل. في أواخر سبعينيات القرن العشرين، كان المحافظون الجدد يميلون إلى تأييد رونالد ريغان، الجمهوري الذي وعد بمواجهة التوسعية السوفييتية. تنظم المحافظون الجدد في المعهد الأمريكي للمشاريع ومؤسسة التراث لمواجهة المؤسسة الليبرالية.

في مقال آخر (2004)، كتب مايكل ليند أيضًا:
المحافظة الجديدة... نشأت في سبعينيات القرن العشرين بصفتها حركة لليبراليين والديمقراطيين الاجتماعيين المعادين للاتحاد السوفييتي في تقاليد ترومان، وكينيدي، وجونسون، وهمفري، وهنري («سكوب») جاكسون، الذين فضل العديد منهم أن يسموا أنفسهم «الليبراليين القدامى». [بعد نهاية الحرب الباردة]... انجرف العديد من «الليبراليين القدامى» عائدين إلى المركز الديمقراطي... أما المحافظون الجدد اليوم، فهم عبارة عن بقايا منكمشة من تحالف نيوكون الأصلي العريض. ورغم هذا، فإن أصول أيديولوجيتهم في اليسار لا تزال واضحة. من غير المهم حقيقة أن معظم حديثي السن لم يكونوا قط على اليسار؛ إنهم الورثة المثقفون (والحرفيون في حالة وليام كرستول وجون بودهوريتز) لليساريين السابقين الأكبر سنًا.

### ليو شتراوس وطلابه
يزعم برادلي تومسون، الأستاذ في جامعة كليمسون، أن أكثر المحافظين الجدد نفوذًا يشيرون صراحة إلى الأفكار النظرية في فلسفة ليو شتراوس (1899-1973)، مع أن العديد من الكتاب يزعمون أنهم بفعل ذلك قد يستندون إلى معنى لم يؤيده شتراوس ذاته. يذكر يوجين شيبارد: «تميل الكثير من المنح الدراسية إلى فهم شتراوس بوصفه مؤسسة ملهمة للحزب الأمريكي المحافظ الجديد». كان شتراوس لاجئًا من ألمانيا النازية درّس في المدرسة الجديدة للبحوث الاجتماعية في نيويورك (1939-1949) وفي جامعة شيكاغو (1949-1958).
أكد شتراوس أن «أزمة الغرب تكمن في أن الغرب أصبح غير متيقّن من غرضه». كان حلُّه هو استعادة الأفكار الحيوية والإيمان الذي دعم في الماضي المقصد الأخلاقي للغرب. إن الكلاسيكيات الإغريقية (الجمهورية الكلاسيكية والجمهورية الحديثة)، والفلسفة السياسية، والتراث اليهودي المسيحي هي أساسيات التقليد العظيم في عمل شتراوس. شدد شتراوس على روح الكلاسيكيين اليونانيين، ويجادل توماس جي. ويست (1991) بأن الآباء المؤسسين الأمريكيين بالنسبة إلى شتراوس كانوا محقين في فهمهم الكلاسيكيات في مبادئ العدل خاصتهم.
يرى شتراوس أن المجتمع السياسي يتحدد وفقًا لقناعات تتعلق بالعدالة والسعادة لا وفقًا للسيادة والقوة. بصفته ليبراليًا تقليديًا، رفض فلسفة جون لوك باعتبارها جسرًا بين تاريخية القرن العشرين والعدمية، بل دافع بدلًا من ذلك عن الديمقراطية الليبرالية باعتبارها أقرب إلى روح الكلاسيكيات من غيرها من الأنظمة الحديثة. يرى شتراوس أن الوعي الأمريكي بالشر المتأصل في الطبيعة البشرية، ومن ثم بالحاجة إلى الأخلاق، كان ثمرة مفيدة لتقاليد ما قبل الحداثة في الغرب. يلاحظ أونيل (2009) أن شتراوس لم يكتب إلا القليل عن المواضيع الأمريكية، ولكن طلابه كتبوا الكثير، وأن تأثير شتراوس دفع طلابه إلى رفض التّاريخيّة والوضعيّة كموقفين من النسبية الأخلاقية. روجوا بدلًا من ذلك لما أُطلق عليه منظور أرسطو في التعامل مع أمريكا، الأمر الذي أسفر عن دفاع مؤهل عن دستوريتها الليبرالية. كان تشديد شتراوس على الوضوح الأخلاقي سببًا في دفع الشتراوسيين إلى تطوير نهج في التعامل مع العلاقات الدولية، وهو ما أطلقت عليه كاثرين ومايكل زوكرت (2008) الويلسونية الشتراوسية (أو المثالية الشتراوسية)، وهو الدفاع عن الديمقراطية الليبرالية في مواجهة ضعفها.
أثر شتراوس في محرر ذا ويكلي ستاندرد بِل كريستول، ووليام بينيت، وروبرت بورك، ونيوت جينجريتش، وأنتونين سكاليا، وكلارنس توماس، فضلًا عن الاستراتيجي العسكري بول ولفويتس.

### جين كيركباتريك

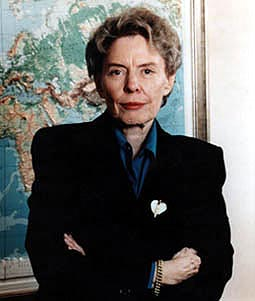
جين كيركباتريك

صاغت جين كيركباتريك نظرية السياسة الخارجية المحافظة الجديدة خلال السنوات الأخيرة من الحرب الباردة في مقالها «الديكتاتوريات والمعايير المزدوجة»، الذي نُشر في مجلة كومينتاري خلال نوفمبر 1979. انتقدت كيركباتريك السياسة الخارجية التي انتهجها جيمي كارتر، والتي أيدت الانفراج مع الاتحاد السوفييتي. عملت بعد ذلك سفيرة لدى الأمم المتحدة في أثناء إدارة ريغان.

#### التشكيك في تعزيز الديمقراطية
في «الديكتاتوريات والمعايير المزدوجة»، ميزت كيركباتريك بين النظم الاستبدادية والنظم الشمولية مثل الاتحاد السوفييتي. وأشارت إلى أن الديمقراطية لا يمكن الدفاع عنها في بعض البلدان، وأن أمام الولايات المتحدة الخيار بين تأييد الحكومات الاستبدادية، التي قد تتطور إلى ديمقراطيات، أو النظم الماركسية اللينينية، التي جادلت بأنها لم تنته قط فور تمكنها من تحقيق السيطرة الشمولية. في مثل هذه الظروف المأساوية، قالت إن التحالف مع الحكومات الاستبدادية قد يكون من الحكمة. زعمت كيركباتريك أن إدارة كارتر، بمطالبتها بالتحرير السريع في البلدان الاستبدادية تقليديًا، قد سلمت تلك البلدان إلى الماركسيين الليننيين الذين كانوا أكثر قمعًا. واتهمت إدارة كارتر «بالكيل بمكيالين» وبأنها لم تطبق قط خطابها بشأن ضرورة التحرير على الحكومات الشيوعية. يقارن المقال بين الأنظمة الاستبدادية التقليدية والأنظمة الشيوعية:
[الحكام المستبدون التقليديون] لا يعكِّرون إيقاعات العمل والتسلية المعتادة، وأماكن الإقامة المعتادة، والأنماط المعتادة للعلاقات الأسرية والشخصية. ولأن مآسي الحياة التقليدية مألوفة، فقد يتحملها الأشخاص العاديون الذين ينشؤون في المجتمع ويتعلمون التغلب عليها.

[الأنظمة الشيوعية الثورية] تزعم أنها تمارس سلطتها على حياة المجتمع بالكامل وتطالب بالتغيير على نحو ينتهك القيم والعادات المستوعبة التي تجعل السكان يهربون بعشرات الآلاف.
خلصت كيركباتريك إلى أنه في حين ينبغي للولايات المتحدة أن تشجع التحرير والديمقراطية في البلدان الاستبدادية، فلا ينبغي لها أن تفعل ذلك عندما تخاطر الحكومة بالإطاحة بها بالعنف، وينبغي لها أن تتوقع تغييرًا تدريجيًا لا تحولًا فوريًا. وكتبت: «لا توجد فكرة لها تأثير أكبر في ذهن الأمريكيين المتعلمين من الاعتقاد أن إضفاء الديمقراطية على الحكومات ممكن، في أي وقت وأي مكان وتحت أي ظرف... يتطلب الناس عقودًا، إن لم تكن قرونًا، عادة ليكتسبوا التأديب والعادات اللازمة. في بريطانيا، استغرق اجتياز الطريق [المؤدي إلى الحكومة الديموقراطية] سبعة قرون. ... كثيرًا ما تفاجئ صناعَ السياسة الأمريكيين سرعةُ انهيار الجيوش، وتنازل البيروقراطيات، وانهيار الهياكل الاجتماعية فور إزاحة المستبد».

### تسعينيات القرن العشرين
خلال تسعينيات القرن العشرين، عارض المحافظون الجدد مرة أخرى السياسة الخارجية في أثناء إدارة الرئيس الجمهوري جورج بوش الأب وخليفته الديمقراطي الرئيس بيل كلينتون. زعم العديد من المنتقدين أن المحافظين الجدد فقدوا نفوذهم نتيجة لنهاية الاتحاد السوفييتي.
بعد قرار جورج بوش الأب بترك صدام حسين في السلطة بعد حرب الخليج الثانية في عام 1991، اعتبر العديد من المحافظين الجدد هذه السياسة وقرار عدم تأييد الجماعات المنشقة مثل الكرد والشيعة في مقاومتهم لنظام صدام حسين في انتفاضة 1991-1992 خيانةً للمبادئ الديمقراطية.

سوف تتحول بعض هذه الأهداف الانتقادية ذاتها في وقت لاحق إلى أنصار شرسين لسياسات المحافظين الجدد. خلال عام 1992، وفي إشارة إلى حرب الخليج الثانية، قال وزير الدفاع الأمريكي آنذاك ونائب الرئيس الأمريكي المقبل ديك تشيني:
أعتقد أنه لو كنا قد ذهبنا إلى هناك، لكان لدي قوات في بغداد حتى اليوم. كنا سندير البلاد وما كنا لنتمكن من إخراج الجميع وإعادتهم إلى ديارهم.

### 2000s

#### إدارة جورج بوش الأبن
لم تظهر حملة بوش وإدارة بوش المبكرة تأييدًا قويًا لمبادئ المحافظين الجدد. كمرشح رئاسي، دافع بوش عن سياسة خارجية مقيدة، مشيرًا إلى معارضته لفكرة بناء الأمة وأن مواجهة مبكرة في السياسة الخارجية مع الصين تمت إدارتها دون الصخب الذي اقترحه بعض المحافظين الجدد. أيضًا في وقت مبكر من الإدارة، انتقد بعض المحافظين الجدد إدارة بوش على أنها لا تدعم إسرائيل بشكل كافٍ وأشاروا إلى أن سياسات بوش الخارجية لا تختلف جوهريًا عن سياسات الرئيس كلينتون.

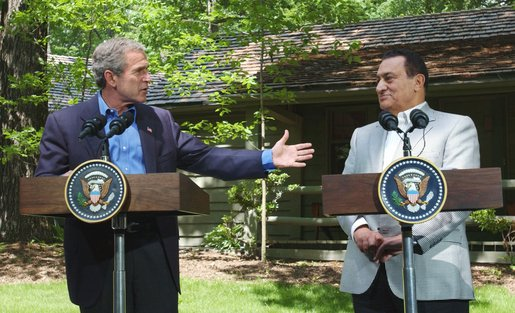
خلال نوفمبر 2010، كتب السابق رئيس الولايات المتحدة جورج دبليو بوش (هنا مع السابق رئيس مصر حسني مبارك في كامب ديفيد في عام 2002) أن مبارك أيد موقف الإدارة بأن العراق كان لديه أسلحة دمار شامل قبل الحرب مع البلاد لكنها أبقته سرا خوفا من «تحريض الشارع العربي»

تغيرت سياسات بوش بشكل جذري بعد  هجمات 11 سبتمبر 2001.
خلال خطاب بوش في الاتحاد في يناير 2002، وصف كلا من العراق وإيران وكوريا الشمالية كدول «تشكل محور الشر» و «تشكل خطرا خطيرا ومتزايدا». اقترح بوش إمكانية الحرب الوقائية: «لن ننتظر الأحداث، في حين أن المخاطر تتجمع. لن أقف مكتوفي الأيدي، فالخطر يقترب أكثر فأكثر.ولن تسمح الولايات المتحدة الأمريكية بأخطر الأنظمة في العالم بتهديدنا بأسلحة العالم الأكثر تدميرا».
كان بعض رجال الدفاع الرئيسيين والأمن القومي ينتقدون تماما ما يعتقدون أن هناك تأثير للمحافظين الجدد في حمل الولايات المتحدة على خوض الحرب ضد العراق.

كتب السناتور الأمريكي السابق عن ولاية نبراسكا ووزير الدفاع، تشاك هيغل، الذي كان ينتقد اعتماد إدارة بوش أيديولوجية المحافظين الجدد، في كتابه «أمريكا» الفصل التالي:

##### عقيدة بوش

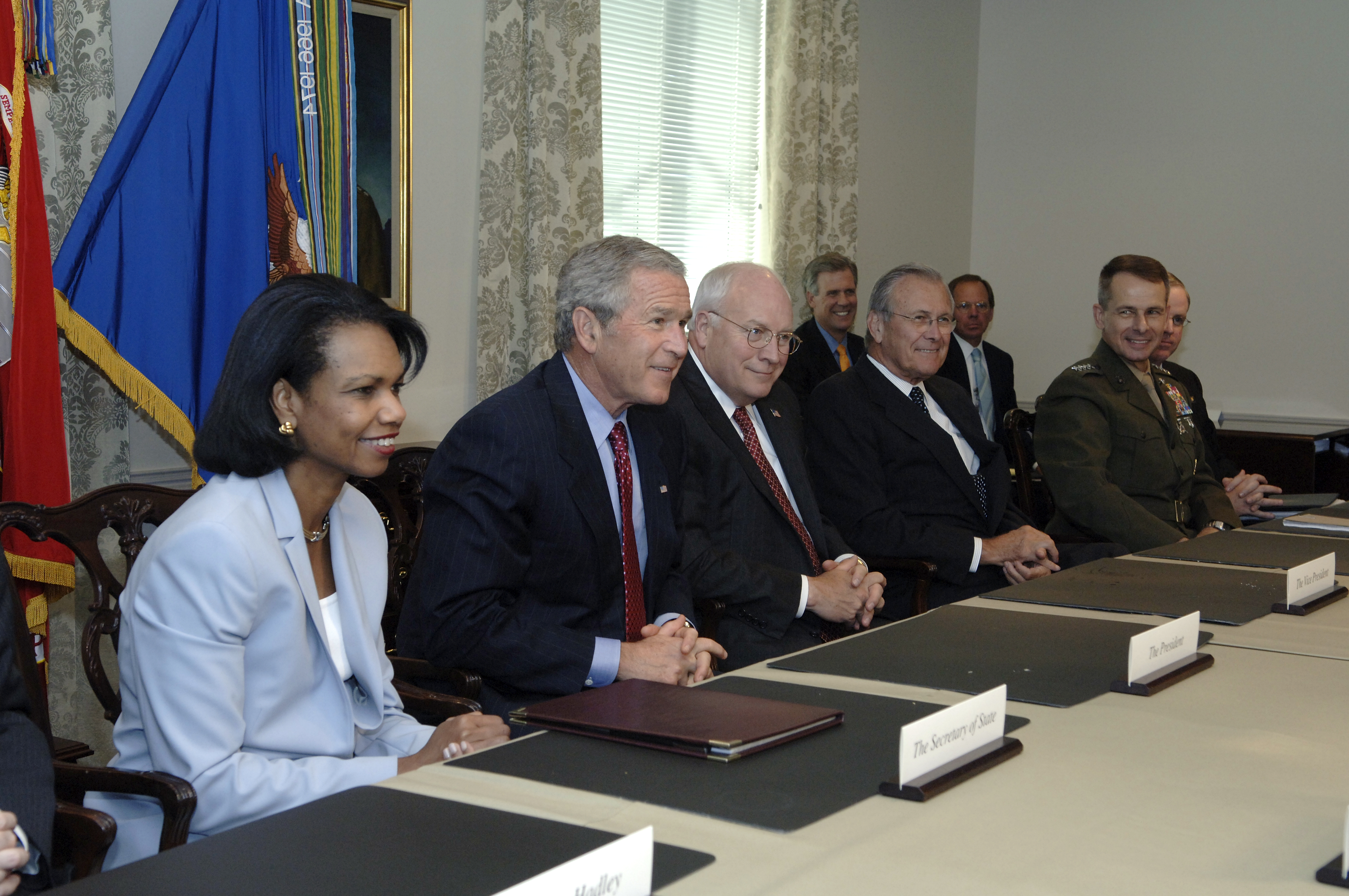
الرئيس بوش يلتقي بوزير الدفاع دونالد رامسفيلد وموظفيه في البنتاغون ، 14 أغسطس 2006

تم ذكر عقيدة بوش للحرب الوقائية صراحة في نص مجلس الأمن القومي (NSC) «إستراتيجية الأمن القومي للولايات المتحدة». نُشر في 20 سبتمبر 2002: «يجب علينا ردع التهديد والدفاع ضده قبل إطلاقه ... حتى لو استمر عدم اليقين بشأن وقت ومكان هجوم العدو. ... ستتصرف الولايات المتحدة، إذا لزم الأمر، بشكل استباقي».
كان اختيار عدم استخدام كلمة «وقائي» في إستراتيجية الأمن القومي لعام 2002 واستخدام كلمة «استباقي» بدلاً من ذلك توقعًا إلى حد كبير لما يُنظر إليه على نطاق واسع من عدم شرعية الهجمات الوقائية في القانون الدولي من خلال كل من قانون الميثاق والقانون العرفي.
لاحظ محللو السياسة أن مذهب بوش كما ورد في وثيقة مجلس الأمن القومي لعام 2002 كان له تشابه قوي مع التوصيات المقدمة في الأصل في مسودة توجيه تخطيط الدفاع المثيرة للجدل والتي كتبها بول ولفويتس خلال إدارة بوش الأولى خلال عام 1992.
استقبل العديد من المحافظين الجدد مذهب بوش بالتقدير. عندما سئل عما إذا كان يتفق مع مذهب بوش، قال ماكس بوت إنه وافق، «أعتقد أن [بوش] محق تمامًا في القول إننا لا نستطيع الجلوس وانتظار الضربة الإرهابية التالية على مانهاتن. علينا أن نخرج ونوقف الإرهابيين في الخارج. علينا أن نلعب دور الشرطي العالمي. ... لكنني أزعم أيضًا أنه يجب علينا المضي قدمًا». أثناء مناقشة أهمية عقيدة بوش، ادعى كاتب المحافظين الجدد وليام كريستول: «العالم في حالة من الفوضى. وأعتقد أن الفضل في ذلك يعود إلى بوش لأنه أصبح جادًا في التعامل معها. ... الخطر ليس أننا سنفعل الكثير. الخطر هو أننا سنعمل القليل».

#### انتخابات 2008 الرئاسية وما بعدها

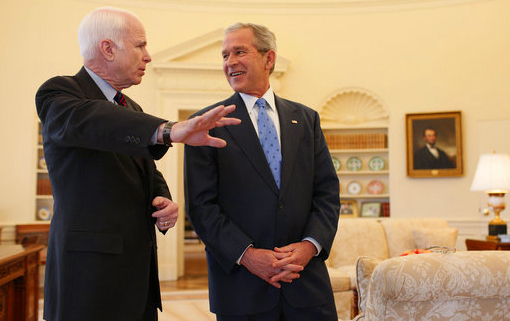
الرئيس جورج دبليو بوش والسيناتور جون ماكين في البيت الأبيض، 5 آذار / مارس 2008، بعد أن أصبح ماكين المرشح الجمهوري المفترض للرئاسة

جون ماكين، الذي كان المرشح الجمهوري لـ الانتخابات الرئاسية الأمريكية لعام 2008 ، أيد استمرار حرب العراق الثانية، «القضية الأكثر تحديدًا بوضوح مع المحافظين الجدد». ذكرت صحيفة «نيويورك تايمز» كذلك أن وجهات نظره في السياسة الخارجية جمعت بين عناصر من المحافظين الجدد والرأي المحافظ المنافس الرئيسي، البراغماتية، والمعروف أيضًا بالواقعية السياسية:
قام باراك أوباما بحملة لترشيح الحزب الديمقراطي خلال عام 2008 من خلال مهاجمة خصومه، وخاصة هيلاري كلينتون، لتأييدهم في الأصل سياسات بوش المتعلقة بحرب العراق. حافظ أوباما على مجموعة مختارة من المسؤولين العسكريين البارزين من إدارة بوش بمن فيهم روبرت غيتس (وزير دفاع بوش) وديفيد بتريوس (برتبة لواء بوش في العراق).

### 2010s
بحلول عام 2010، تحولت القوات الأمريكية من دور قتالي إلى دور تدريبي في العراق وغادرت في عام 2011. كان للمحافظين الجدد تأثير ضئيل في البيت الأبيض لأوباما، والمحافظون الجدد فقدوا الكثير من النفوذ في الحزب الجمهوري منذ صعود حركة حزب الشاي.
لعب العديد من المحافظين الجدد دورًا رئيسيًا في أبدا حركة ترامب في عام 2016، في معارضة الترشح الجمهوري للرئاسة دونالد ترامب، بسبب انتقاده للسياسات الخارجية التدخلية، فضلاً عن تصورهم له على أنه شخصية «استبدادية». منذ أن تولى ترامب منصبه، انضم بعض المحافظين الجدد إلى إدارته، مثل إليوت أبرامز. دعم المحافظون الجدد نهج إدارة ترامب المتشدد تجاه إيران وفنزويلا، بينما يعارضون سحب الإدارة للقوات من سوريا والتواصل الدبلوماسي مع كوريا الشمالية.

## تطور الآراء

### الاستخدام والآراء العامة
خلال أوائل السبعينيات، كان الاشتراكي ميخائيل هارينجتون من أوائل من استخدموا مصطلح «المحافظون الجدد» بمعناه الحديث. لقد وصف المحافظين الجدد بأنهم يساريون سابقون  –  سخر منهم ووصفهم بأنهم «اشتراكيون لـ نيكسون»  –  الذين أصبحوا أكثر تحفظًا. كان هؤلاء الناس يميلون إلى البقاء مؤيدين لـ الديمقراطية الاجتماعية، لكنهم ميزوا أنفسهم بالتحالف مع إدارة نيكسون فيما يتعلق بالسياسة الخارجية، لا سيما من خلال تأييدهم لحرب فيتنام ومعارضتهم للاتحاد السوفيتي. لقد ظلوا يؤيدون دولة الرفاهية، ولكن ليس بالضرورة في شكلها المعاصر.
لاحظ إرفنج كرستول أن المحافظ الجديد هو «ليبرالي يسرق الواقع»، وهو شخص أصبح أكثر تحفظًا بعد رؤية نتائج السياسات الليبرالية. وميز كرستول أيضًا ثلاثة جوانب محددة من المحافظين الجدد من الأنواع السابقة من المحافظة: كان لدى المحافظين الجدد موقف تطلعي من تراثهم الليبرالي، بدلاً من الموقف الرجعي والصلب للمحافظين السابقين ؛ كان لديهم موقف ميلوري، يقترحون إصلاحات بديلة بدلاً من مجرد مهاجمة الإصلاحات الليبرالية الاجتماعية ؛ وأخذوا الأفكار والأيديولوجيات الفلسفية على محمل الجد.
خلال شهر كانون الثاني (يناير) 2009، في نهاية الولاية الثانية للرئيس جورج دبليو بوش، اقترح جوناثان كلارك، وهو زميل أقدم في مجلس كارنيجي لأخلاقيات الشؤون الدولية والناقد البارز للمحافظين الجدد، ما يلي على أنه "السمات الرئيسية للمحافظين الجدد: "ميل لرؤية العالم من منظور ثنائي الخير / الشر"، "تسامح منخفض للدبلوماسية"، "استعداد لاستخدام القوة العسكرية"، "تأكيد على عمل أمريكي أحادي الجانب"، "ازدراء للمنظمات متعددة الأطراف "و" التركيز على الشرق الأوسط ".

### الآراء المتعلقة بالسياسة الخارجية
في السياسة الخارجية ، الهم الرئيسي للمحافظين الجدد هو منع تطور منافس جديد.  دليل تخطيط الدفاع، وثيقة أعدها خلال عام 1992 وكيل وزارة الدفاع للسياسة بول وولفويتز، يعتبره أستاذ العلوم الإنسانية المتميز جون ماكغوان في جامعة ولاية كارولينا بمثابة «البيان الجوهري لفكر المحافظين الجدد».  يقول التقرير:
هدفنا الأول هو منع عودة ظهور منافس جديد ، سواء على أراضي الاتحاد السوفياتي السابق أو في أي مكان آخر ، يشكل تهديدًا للنظام الذي كان يمثله الاتحاد السوفيتي سابقًا.  هذا اعتبار مهيمن تقوم عليه إستراتيجية الدفاع الإقليمية الجديدة ويتطلب أن نسعى إليهمنع أي قوة معادية من السيطرة على منطقة تكون مواردها ، تحت سيطرة موحدة ، كافية لتوليد قوة عالمية.
وفقًا لرئيس تحرير العلاقات الدولية الإلكترونية ستيفن ماكجلينتشي: «تعتبر المحافظة الجديدة شيئًا من الوهم في السياسة الحديثة. وبالنسبة لخصومها فهي أيديولوجية سياسية مميزة تؤكد على مزج القوة العسكرية بالمثالية الويلسونية ، ومع ذلك  بالنسبة لمؤيديها ، يعتبر الأمر أكثر» إقناع«بأن الأفراد من أنواع عديدة ينجرفون إليه ويخرجون منه. وبغض النظر عن أيهما أكثر صحة ، فمن المقبول الآن على نطاق واسع أن دافع المحافظين الجدد كان واضحًا في السياسة الخارجية الأمريكية الحديثة وأنه ترك تأثيرًا واضحًا».
يدعي المحافظون الجدد «الاقتناع بأن الشيوعية كانت شرًا وحشيًا وخطرًا قويًا». إنهم يؤيدون برامج الرفاهية الاجتماعية التي رفضتها الليبرتاريون والمحافظون الأصليون.
تطورت نزعة المحافظين الجدد لأول مرة في أواخر الستينيات كمحاولة لمعارضة التغيرات الثقافية الراديكالية التي تحدث داخل الولايات المتحدة.  كتب إيرفينغ كريستول: «إذا كان هناك شيء واحد أجمع عليه المحافظون الجدد ، فهو كرههم لـ الثقافة المضادة». وافق نورمان بودوريتز على أن «الاشمئزاز من الثقافة المضادة تسبب في اعتناق المزيد من المتحولين إلى المحافظين الجدد أكثر من أي عامل آخر». بدأ المحافظون الجدد في التركيز على القضايا الخارجية خلال منتصف السبعينيات.

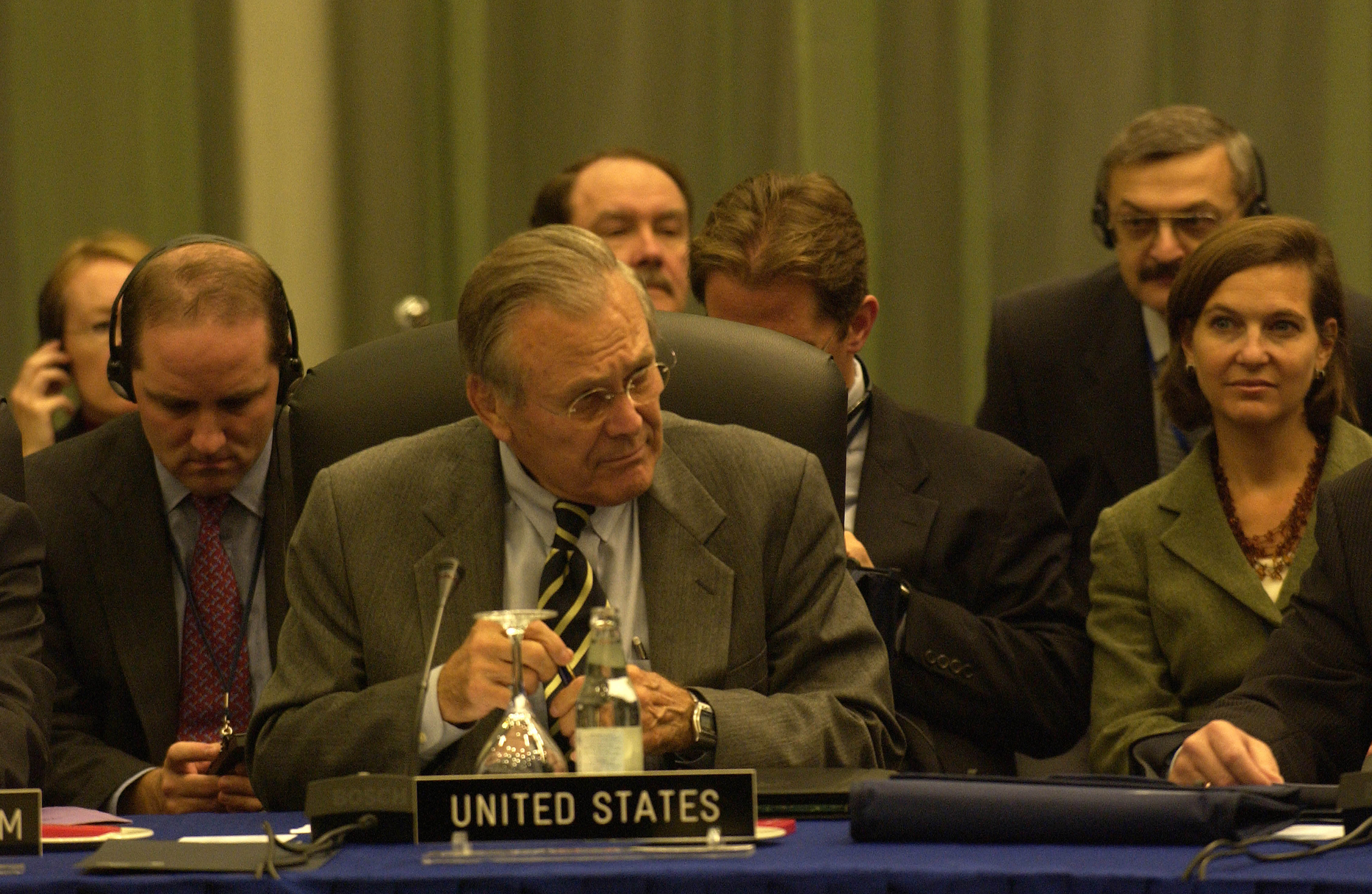
دونالد رامسفيلد وفيكتوريا نولاند في مشاورات الناتو وأوكرانيا في فيلنيوس ، ليتوانيا ، 24 أكتوبر 2005

في عام 1979، ركزت دراسة مبكرة قام بها الليبرالي بيتر شتاينفلز على أفكار إرفنج كرستول ودانيال باتريك موينيهان ودانيال بيل. وأشار إلى أن الضغط على الشؤون الخارجية «ظهر بعد انحلال اليسار الجديد والثقافة المضادة كأوراق مقنعة للمحافظين الجدد ... المصدر الأساسي لقلقهم ليس عسكريًا أو جيوسياسيًا أو يمكن العثور عليه في الخارج على الإطلاق ؛ إنه داخلي و  ثقافي وأيديولوجي».
السياسة الخارجية للمحافظين الجدد هي سليل ما يسمى بـ مثالية ويلسون.  يؤيد المحافظون الجدد ترويج الديمقراطية من قبل الولايات المتحدة والديمقراطيات الأخرى ، بناءً على الادعاء بأنهم يعتقدون أن حقوق الإنسان ملك للجميع. لقد انتقدوا الأمم المتحدة والانفراج مع الاتحاد السوفيتي.  في السياسة المحلية، يؤيدون دولة الرفاهية، مثل الأوروبيين والمحافظين الكنديين وعلى عكس المحافظون الأمريكيون. وفقًا لـ نورمان بودوريتز ، «نأى المحافظون الجدد أنفسهم عن المعارضة الشاملة لدولة الرفاهية التي ميزت التيار المحافظ الأمريكي منذ أيام الصفقة الجديدة» و ... بينما دعم المحافظون الجدد «وضع حدود معينة»  بالنسبة لدولة الرفاهية ، فإن هذه الحدود لم تتضمن «قضايا مبدئية ، مثل الحجم الشرعي ودور الحكومة المركزية في النظام الدستوري الأمريكي» ولكن يجب«تحديدها من خلال اعتبارات عملية».

في أبريل 2006، كتب روبرت كاجان في «واشنطن بوست»، قد يكون روسيا والصين أعظم «وجوه تحدي ليبرالية اليوم»:
في تموز (يوليو) 2008، كتب جو كلاين في «تايم» أن المحافظين الجدد اليوم مهتمون بمواجهة الأعداء أكثر من اهتمامهم بتنمية الأصدقاء.  وشكك في صدق اهتمام المحافظين الجدد بتصدير الديمقراطية والحرية ، قائلاً:«أفضل ما يوصف بالمحافظة الجديدة في السياسة الخارجية هو عدوانية أحادية الجانب مغطاة بالخطاب الطوباوي للحرية والديمقراطية».

في فبراير 2009، كتب أندرو سوليفان أنه لم يعد يأخذ المحافظين الجدد على محمل الجد لأن عقيدته الأساسية كانت الدفاع عن إسرائيل:

### آراء حول الاقتصاد
بينما يهتم المحافظون الجدد في المقام الأول بالسياسة الخارجية ، هناك أيضًا بعض النقاش حول السياسات الاقتصادية الداخلية. يؤيد المحافظون الجدد عمومًا السوق الحرة والرأسمالية، ويفضلون اقتصاديات الموارد الجانبية، لكن لديه عدة خلافات مع الليبرالية الكلاسيكية والمحافظة المالية. يقول إرفنج كرستول إن المحافظين الجدد أكثر استرخاءً بشأن عجز الميزانية ويميلون إلى رفض فكرة هايكيان بأن نمو تأثير الحكومة على المجتمع والرفاهية العامة هو «الطريق إلى القنانة». في الواقع ، من أجل حماية الديمقراطية ، قد يكون التدخل الحكومي وعجز الميزانية ضروريين في بعض الأحيان ، كما يقول إرفنج كرستول.
تشدد أيديولوجية المحافظين الجدد على أنه بينما توفر الأسواق الحرة السلع المادية بطريقة فعالة ، فإنها تفتقر إلى التوجيه الأخلاقي الذي يحتاجه البشر لتلبية احتياجاتهم. يقولون أن الأخلاق لا يمكن العثور عليها إلا في التقاليد وأن الأسواق تطرح على عكس الليبرتارية أسئلة لا يمكن حلها عن طريق الاقتصاد فقط ، بحجة: «لذا ، بما أن الاقتصاد لا يشكل سوى جزءًا من حياتنا ، فلا يجب السماح له بالسيطرة على مجتمعنا وإملائه بالكامل». يعتبر النقاد أن المحافظين الجدد أيديولوجية عدوانية و «بطولية» تعارض الفضائل «التجارية» و «البرجوازية» وبالتالي فهي «نوع من الفكر المناهض للاقتصاد». يقول العالم السياسي زئيف ستيرنهيل: «لقد نجح المحافظون الجدد في إقناع الغالبية العظمى من الأمريكيين بأن الأسئلة الرئيسية التي تهم المجتمع ليست اقتصادية ، وأن الأسئلة الاجتماعية هي في الحقيقة أسئلة أخلاقية».

### الاحتكاك مع المحافظين الآخرين
يعارض العديد من المحافظين سياسات المحافظين الجدد ولديهم آراء سلبية بشكل حاد بشأنها. على سبيل المثال ، ستيفان هالبر وجوناثان كلارك (ليبرتاري مقيم في كاتو)، في كتابهما لعام 2004 عن المحافظين الجدد ، «أمريكا وحدها: المحافظون الجدد والنظام العالمي»، وصف المحافظين الجدد في ذلك الوقت بأنهم يتحدون حول ثلاثة مواضيع مشتركة:

### الاحتكاك مع المحافظة القديمة
ابتداءً من الثمانينيات ، ساهمت الخلافات المتعلقة بإسرائيل والسياسة العامة في صراع مع المحافظين القدامى. بات بوكانان يصف المحافظين الجدد «العولمة، التدخل، أيديولوجية الحدود المفتوحة». كتب باول غوتفريد أن دعوة المحافظين الجدد لـ «ثورة دائمة» موجودة بشكل مستقل عن معتقداتهم حول إسرائيل ، وصف النيوس بأنهم «صرخات من رواية دوستويفسكي ، الذين يخرجون لممارسة ثورة دائمة من باب المجاملة من حكومة الولايات المتحدة» ويتساءلون كيف يمكن لأي شخص أن يخطئ في فهمهم للمحافظين. 
ما يجعل المحافظين الجدد أكثر خطورة ليس حالات توقفهم عن الغيتو المعزولة ، مثل كره الألمان والبيض الجنوبيين ووصف الجميع وابن عمه بأنهم معادون للسامية ، ولكن الغضب الثوري اليساري الذي يعبرون عنه.
كما قال بأن المساواة المحلية وإمكانية تصدير الديمقراطية هما نقطتا الخلاف بينهما.
وردًا على سؤال حول المحافظين الجدد في عام 2004، قال ويليام ف. باكلي: «أعتقد أن أولئك الذين أعرفهم ، وهم معظمهم ، يتمتعون بالذكاء والمطلعين والمثاليين ، لكنهم ببساطة يبالغون في مدى قوة وتأثير الولايات المتحدة».

#### ادعاء التروتسكية
قال النقاد بأنه بما أن مؤسسي المحافظين الجدد شملوا التروتسكيين السابقين ، فإن السمات التروتسكية تواصل وصف إيديولوجيات وممارسات المحافظين الجدد. خلال إدارة ريغان ، تم توجيه الاتهام إلى أن السياسة الخارجية لإدارة ريغان كان يديرها تروتسكيون سابقون. هذا الادعاء كان يسمى «أسطورة» من قبل ليبست (1988, p. 34), الذي كان هو نفسه من المحافظين الجدد. هذه التهمة «التروتسكية» كررها الصحفي ميخائيل ليند ووسعها خلال عام 2003 لتأكيد استيلاء التروتسكيين السابقين على السياسة الخارجية لإدارة جورج بوش الإبن. «اندماج ليند لمثقفى الدفاع مع تقاليد ونظريات» الحركة التروتسكية الأمريكية اليهودية إلى حد كبير «[على حد تعبير ليند]» تعرض لانتقادات خلال عام 2003 من قبل الأستاذ بجامعة ميشيغان آلان إم والد ،  الذي كان لديه ناقش التروتسكية في تاريخه لـ «مثقفي نيويورك».
الاتهام القائل بأن المحافظة الجديدة مرتبطة بـ اللينينية وجهها فرانسيس فوكوياما. وجادل بأن كليهما يؤمن «بوجود عملية طويلة الأمد للتطور الاجتماعي»، على الرغم من أن المحافظين الجدد يسعون إلى تأسيس الديمقراطية الليبرالية بدلاً من الشيوعية. لقد كتب أن المحافظين الجدد «يؤمنون بإمكانية دفع التاريخ بالتوازي مع التطبيق الصحيح للسلطة والإرادة. كانت اللينينية مأساة في نسختها البلشفية، وقد عادت كمهزلة عندما مارستها الولايات المتحدة. لقد تطورت نزعة المحافظين الجدد ، كرمز سياسي وجسم فكري ، إلى شيء لم أعد أستطيع دعمه». ومع ذلك ، فإن هذه المقارنات تتجاهل المواقف المناهضة للرأسمالية والإمبريالية المركزية في اللينينية ، والتي تتعارض مع معتقدات المحافظين الجدد الأساسية.

## نقد
ينتقد منتقدو المحافظين الجدد دعم المحافظين الجدد للسياسة الخارجية التدخلية. ينتقد النقاد من اليسار ما يصفونه بـ الأحادية وعدم الاهتمام بـ الإجماع الدولي من خلال منظمات مثل الأمم المتحدة.
هاجم منتقدون من اليسار واليمين المحافظين الجدد بسبب الدور الذي تلعبه إسرائيل في سياساتهم تجاه الشرق الأوسط.
يرد المحافظون الجدد بوصف رأيهم المشترك بأنه اعتقاد أن الأمن القومي يتم تحقيقه على أفضل وجه من خلال الترويج الفعال للحرية والديمقراطية في الخارج كما هو الحال في نظرية السلام الديمقراطي من خلال تأييد الديمقراطية والمساعدات الخارجية وفي حالات معينة التدخل العسكري. هذا يختلف عن الاتجاه المحافظ التقليدي لتأييد الأنظمة الصديقة في مسائل التجارة ومعاداة الشيوعية حتى على حساب تقويض الأنظمة الديمقراطية القائمة.
كان عضو الكونجرس الجمهوري رون بول ناقدًا منذ فترة طويلة للنزعة الجديدة باعتبارها هجومًا على الحرية والدستور ، بما في ذلك خطاب مكثف في قاعة مجلس النواب تناول بدايات المحافظين الجدد وكيف أن المحافظين الجدد ليسوا جديدين ولا محافظين.
في عمود بعنوان «سنوات العار» بمناسبة الذكرى العاشرة لهجمات 11 سبتمبر ، انتقد بول كروغمان المحافظين الجدد لتسببهم في حرب لا علاقة لها بهجمات 11 سبتمبر وقاتلوا لأسباب خاطئة.

### الإمبريالية والسرية
صرح جون ماكغوان، أستاذ العلوم الإنسانية في جامعة ولاية كارولينا، بعد مراجعة شاملة لأدب المحافظين الجدد ونظرياتهم التي يحاول المحافظون الجدد بناء الإمبراطورية الأمريكية، يُنظر إليه على أنه خليفة الإمبراطورية البريطانية، وكان هدفها هو إدامة «السلام الأمريكي». بما أن الإمبريالية تعتبر إلى حد كبير غير مقبولة من قبل وسائل الإعلام الأمريكية ، فإن المحافظين الجدد لا يعبرون عن أفكارهم وأهدافهم بطريقة صريحة في الخطاب العام. يقول ماكجوان:

## الأشخاص البارزون المرتبطون بالمحافظين الجدد
تشمل القائمة أشخاصاً بارزون تم تحديدهم بوصفهم من المحافظين الجدد شخصيات هامة أو مسؤولاً رفيع المستوى لديه العديد من مستشاري المحافظين الجدد، مثل جورج بوش الابن وديك تشيني.

### سياسة

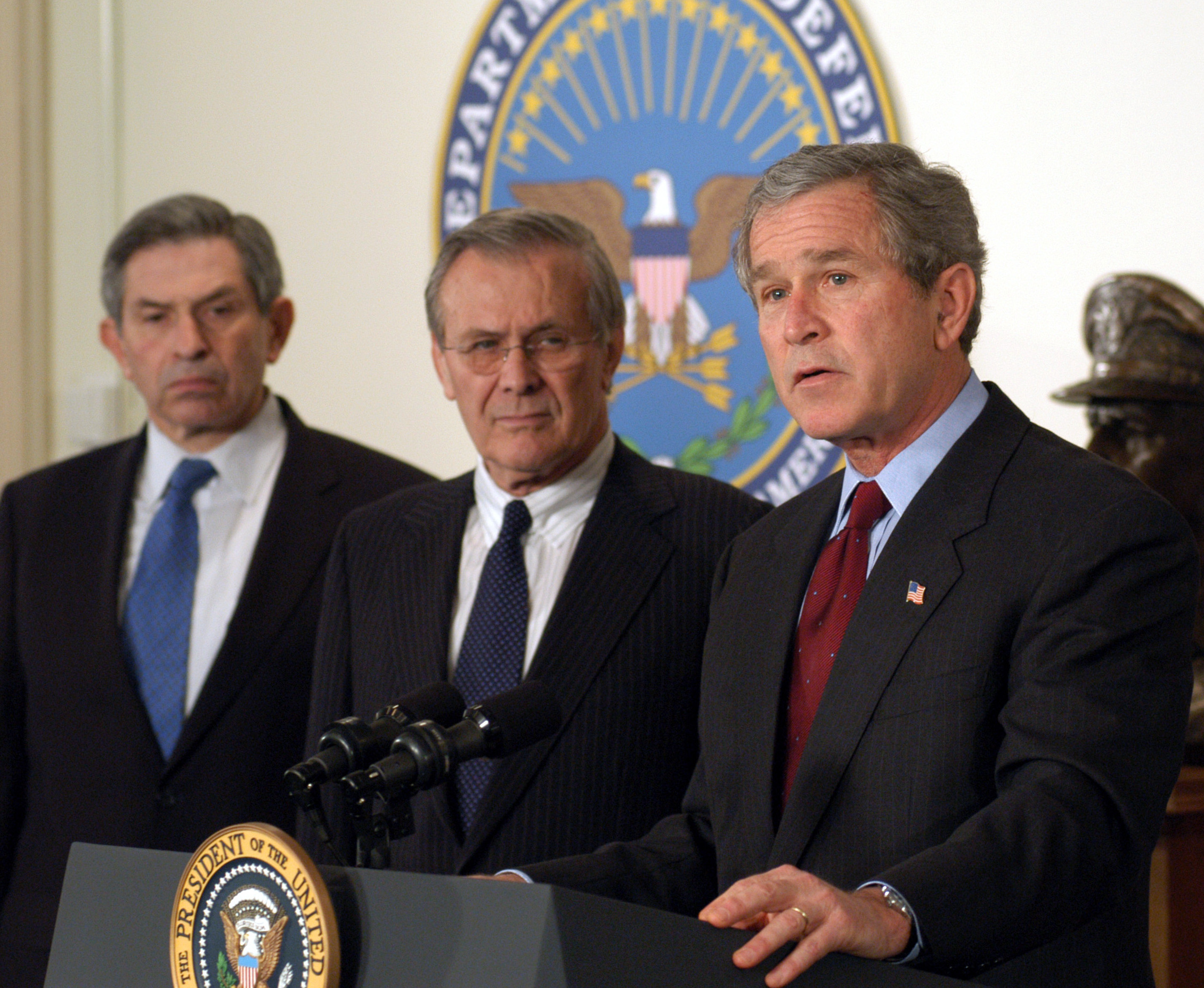
أعلن جورج دبليو بوش عن طلب ميزانية تكميلية في زمن الحرب بقيمة 74.7 مليار دولار باعتباره دونالد رامسفيلد وبول ولفويتس

- جورج بوش الابن - 43 الولايات المتحدة. الرئيس، الولايات المتحدة رقم 46 حاكم ولاية تكساس[120]
- جيب بوش - المركز الثالث والأربعون للولايات المتحدة حاكم فلوريدا، المرشح الجمهوري للرئاسة لعام 2016[121]
- ديك تشيني - 46 الولايات المتحدة. نائب الرئيس، رئيس أركان البيت الأبيض، ممثل سابق للولايات المتحدة من وايومنغ، سابق الولايات المتحدة. وزير الدفاع - يوصف بأنه ممارس للسياسة الخارجية للمحافظين الجدد[120] أو متحالفين مع المحافظين الجدد ولكن ليس مع أحد،[122] وبدون خلفية تاريخية في حركة المحافظين الجدد الأيديولوجية[120][122]
- كريس كريستي - 56 حاكم نيو جيرسي، المدعي العام للولايات المتحدة لمقاطعة نيو جيرسي، المرشح الجمهوري للرئاسة لعام 2016 ؛[123] على الرغم من أنه يرفض المصطلح[124]
- توم كوتون - سيناتور أمريكي من أركنساس ، ممثل أمريكي سابق عن ولاية أركنساس[125][126][127]
- ليندسي غراهام - عضو مجلس الشيوخ الأمريكي من كارولينا الجنوبية ، سابق القوات الجوية الأمريكية العقيد، الممثل الأمريكي السابق من ساوث كارولينا، المرشح الجمهوري للرئاسة لعام 2016[128]
- جون ماكين - الممثل الأمريكي السابق والسناتور الأمريكي من أريزونا، 2000 مرشح رئاسي جمهوري، 2008 مرشح للرئاسة الجمهورية[129][130][131]
- ميتش ماكونيل -عضو مجلس الشيوخ من ولاية كنتاكي، زعيم الأقلية في مجلس الشيوخ، كما شغل سابقًا منصب زعيم الأغلبية في مجلس الشيوخ.[132]
- ماركو روبيو - السناتور الأمريكي من فلوريدا، 2016 مرشح رئاسي جمهوري[133][134][135]

### المسؤولون الحكوميون

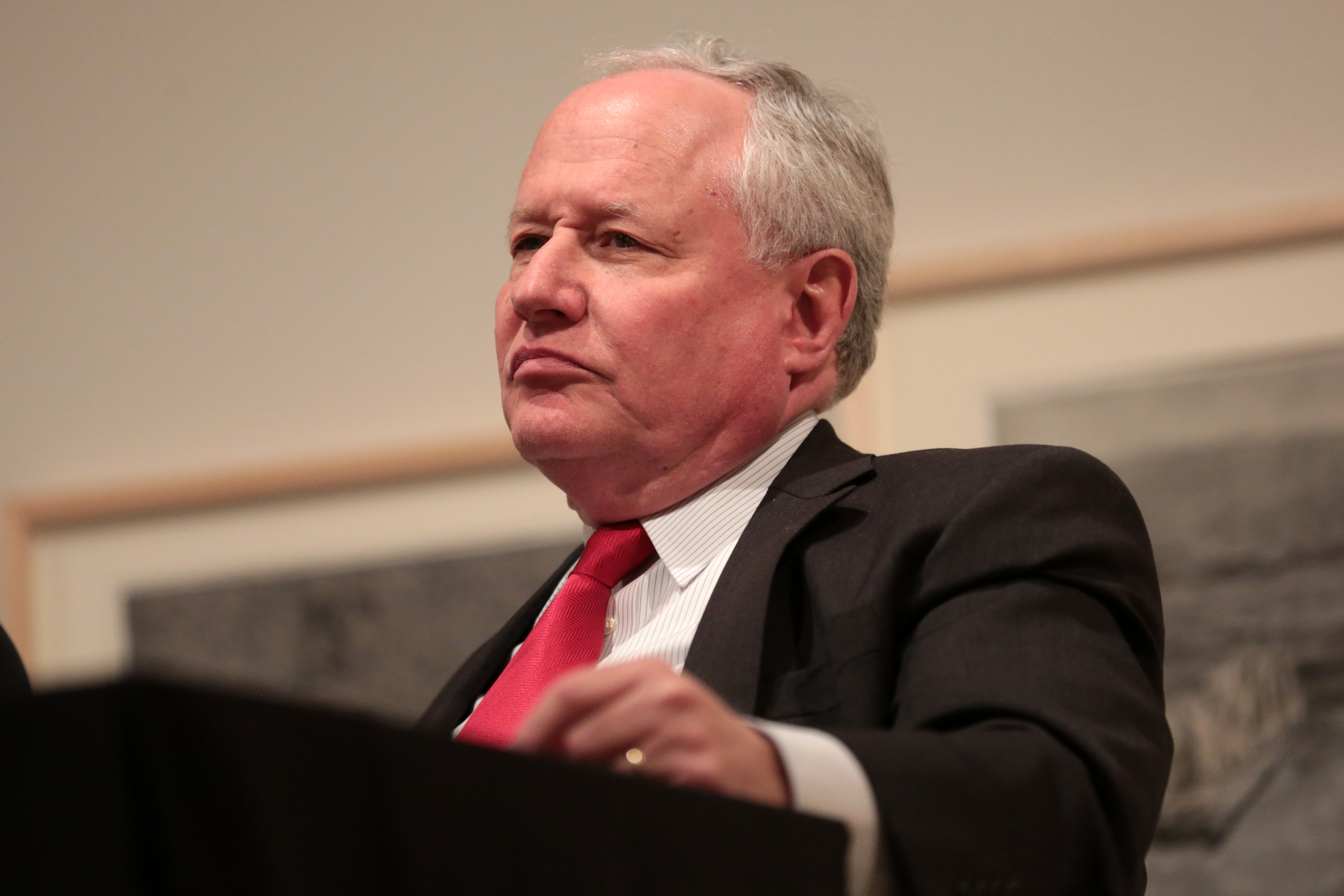
ألقى وليام كريستول خطابًا في جامعة ولاية أريزونا مارس 2017

- إليوت أبرامز - مستشار السياسة الخارجية[136][137][138][139][140][141]
- كينيث أدلمان - المدير السابق لوكالة الحد من التسلح ونزع السلاح[141]
- وليام بينيت - الرئيس السابق للصندوق الوطني للعلوم الإنسانية ، والمدير السابق للسياسة الوطنية لمكافحة المخدرات ووزير التعليم الأمريكي السابق[136][142]
- جون ر. بولتون - سفير سابق لدى الأمم المتحدة ، ومستشار الأمن القومي؛[143] على الرغم من أنه يرفض المصطلح[144]
- إليوت أ. كوهين - مستشار سابق بوزارة الخارجية ، والآن أستاذ روبرت إي أوسجود للدراسات الاستراتيجية في كلية بول إتش نيتز للدراسات الدولية المتقدمة بجامعة جونز هوبكنز[145][146]
- دوغلاس ج. فيث - وكيل وزارة الدفاع السابق للسياسة[140]
- فرانك جافني - القائم بأعمال مساعد وزير الدفاع لشؤون الأمن الدولي ، مؤسس ورئيس مركز السياسات الأمنية[141][146][147]
- جين كيركباتريك - سفيرة سابقة لدى الأمم المتحدة[148]
- وليام كريستول - رئيس ديوان نائب رئيس الولايات المتحدة، مؤسس مشارك ورئيس تحرير سابق لـ «The Weekly Standard»، أستاذ الفلسفة السياسية والسياسة الأمريكية ومستشار سياسي[149][150]
- لويس ليبي - رئيس الأركان السابق لنائب رئيس الولايات المتحدة[140][151]
- ريتشارد بيرل - مساعد سابق لوزير الدفاع وجماعة ضغط[136][141]
- بول ولفويتس - مسؤول سابق في وزارة الخارجية والدفاع[136][140][152][153]
- ر. جيمس وولسي جونيور - وكيل وزارة البحرية السابق ، والمدير السابق للاستخبارات المركزية ، وجماعة ضغط الطاقة الخضراء[140][141][146][147][154]

### الأكاديميون
- ناثان غلازار - أستاذ علم الاجتماع وكاتب عمود وكاتب
- دونالد كاغان - أستاذ ستيرلنج للكلاسيكيات والتاريخ بجامعة ييل
- أندرو روبرتس - أستاذ التاريخ في كينجز كوليدج بلندن.

### الشخصيات العامة

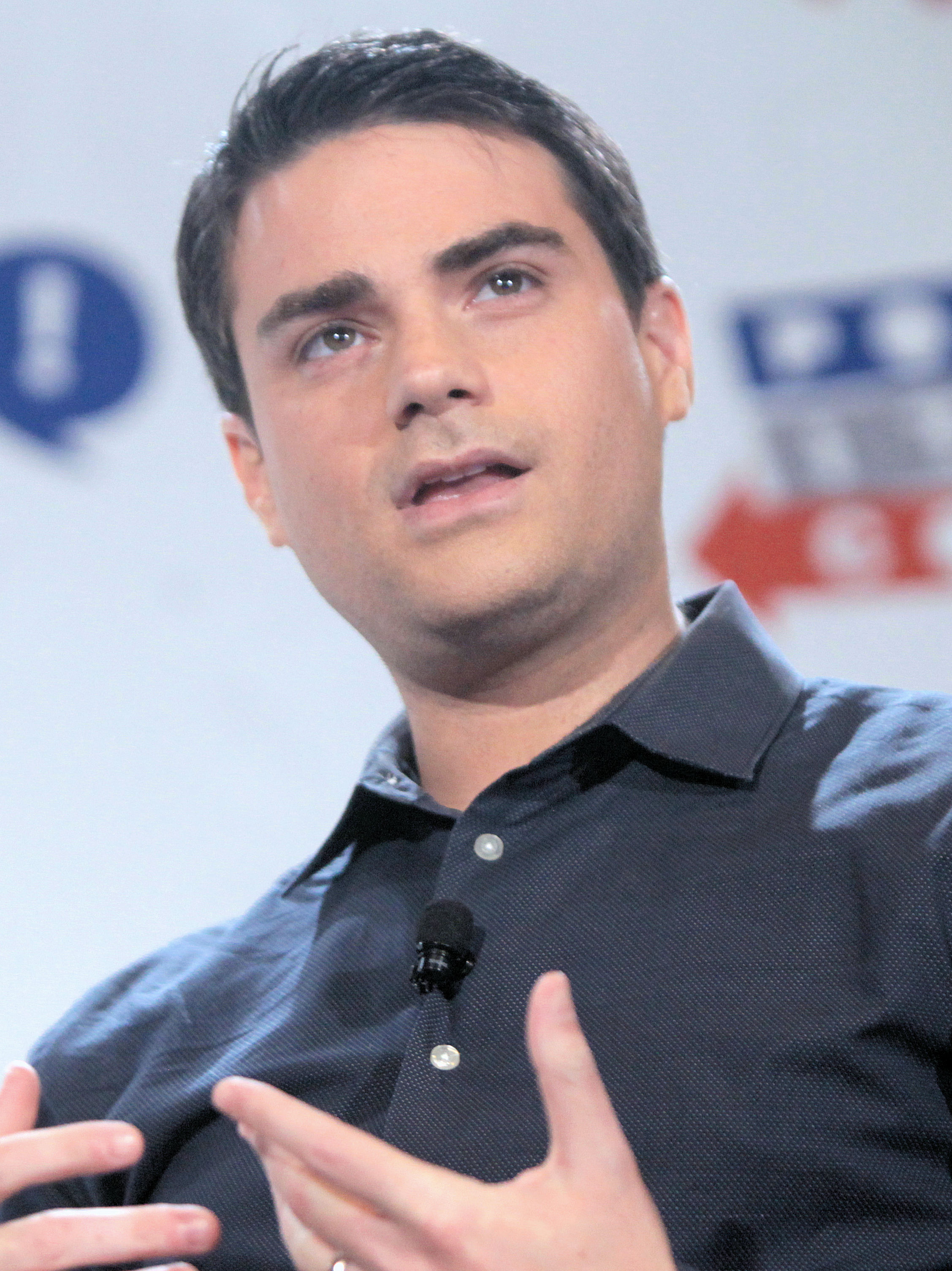
بين شابيرو يتحدث في السياسة في باسادينا ، كاليفورنيا في عام 2016

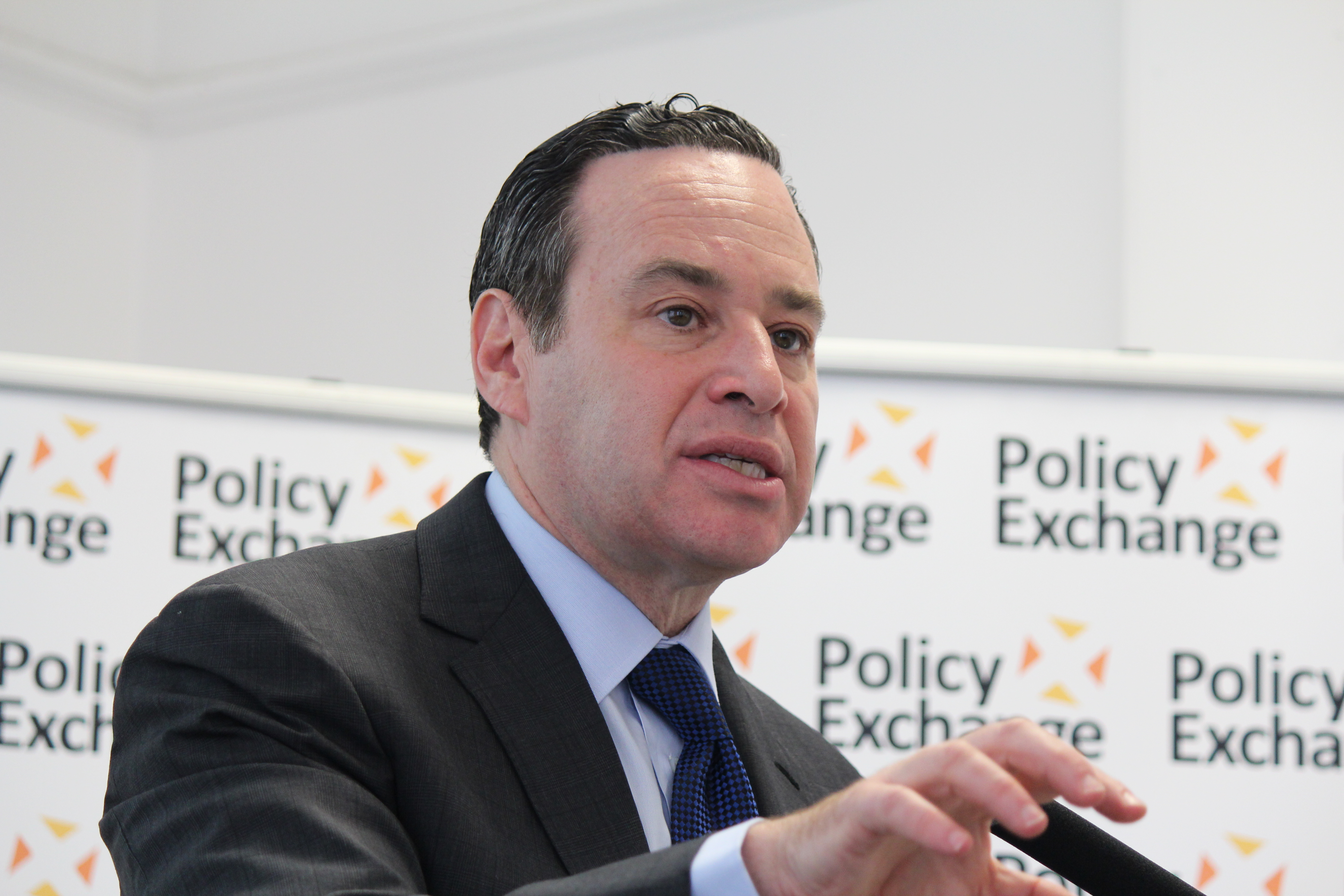
ديفيد فروم يتحدث إلى Policy Exchange في عام 2013

- فرد بارنز - الشريك المؤسس والمحرر التنفيذي السابق لـ «The Weekly Standard»[155]
- ماكس بوت - مؤلف ومستشار ومحرر ومحاضر ومؤرخ عسكري ؛[69] على الرغم من رغبته في التقاعد من السمية[156]
- آرثر بروكس - رئيس معهد المشروع الأمريكي لأبحاث السياسة العامة
- ديفيد بروكس - كاتب عمود[157][158][159]
- ميدج ديكتير - صحفي ، مؤلف[141]
- ديفيد فروم - صحفي وكاتب خطابات وكاتب عمود جمهوري[160][161][162]
- Reuel Marc Gerecht - كاتب ومحلل سياسي وكبير الزملاء في مؤسسة الدفاع عن الديمقراطيات[163]
- بروس بي. جاكسون - ناشط وضابط سابق في المخابرات العسكرية الأمريكية[141]
- فريدريك كاغان - مؤرخ وباحث مقيم في معهد المشروع الأمريكي لأبحاث السياسة العامة [164][165][166]
- روبرت كاغان - زميل أقدم في معهد بروكينغز ، باحث في السياسة الخارجية الأمريكية ، مؤسس «Yale Political Monthly»، ومستشار للحملات السياسية الجمهورية وأحد أعضاء 25 المجلس الاستشاري لـ هيلاري كلينتون في وزارة الخارجية (يطلق كاغان على نفسه «المتدخل الليبرالي» وليس «المحافظ الجديد»)[167][168]
- تشارلز كروثامر - الحائز على جائزة بوليتسر ، كاتب عمود وطبيب نفسي[169]
- إرفنج كرستول - ناشر وصحفي وكاتب عمود وماركسي سابق[170]
- إيلي ليك - صحفي وكاتب عمود[171]
- مايكل ليدين - مؤرخ ومحلل السياسة الخارجية وباحث في معهد المشروع الأمريكي لأبحاث السياسة العامة[141]
- كليفورد ماي - مؤسس ورئيس مؤسسة الدفاع عن الديمقراطيات[172]
- جوشوا مورافشيك - باحث في معهد المشروع الأمريكي لأبحاث السياسة العامة
- دوغلاس موراي - كاتب وصحفي ومعلق سياسي بريطاني[173][174]
- دانيال بايبس (محافظ جديد سابق) - مؤرخ وكاتب ومعلق سياسي
- Danielle Pletka - نائب رئيس مؤسسة المؤسسة الأمريكية[175]
- جون بودهوريتز - محرر لـ «كومينتاري»، كاتب الخطاب الرئاسي ومؤلفه
- نورمان بودهوريتز - رئيس تحرير «كومينتاري»[176][177]
- توم روغان - صحفي ومحلل سياسي[171]
- جنيفر روبين - كاتبة عمود ومدوّنة لـ «واشنطن بوست»[150]
- مايكل روبين - باحث في American Enterprise Institute[178]
- غاري شميت - باحث في معهد المشروع الأمريكي لأبحاث السياسة العامة [179][180]
- بين شابيرو - معلق سياسي ، ومحاضر عام ، ومؤلف ، ومحامي ، ومؤسس ورئيس تحرير The Daily Wire.[181][182][183][184][185][186]
- بريت ستيفنس - صحفي وكاتب عمود في «نيويورك تايمز»[187]
- إيروين ستيلزر - خبير اقتصادي وكاتب[188]

## أحزاب المحافظين الجدد
- حركة وطننا - المجر
- الحزب الجمهوري (فصيل) - الولايات المتحدة

## المنشورات والمؤسسات ذات الصلة

### المؤسسسات
- معهد المشروع الأمريكي لأبحاث السياسة العامة[189]
- مؤسسة الدفاع عن الديمقراطيات[190][191][192]
- جمعية هنري جاكسون[193]
- معهد هدسون[194]
- مشروع القرن الأمريكي الجديد[195]

### المنشورات
- كومينتاري
- «المصلحة العامة» (خارج التداول)
- "The Washington Free Beacon
- «The Weekly Standard» (خارج التداول)
- «الحصن»